# Segona batalla de Liman
La Segona Batalla de Liman va ser un enfrontament militar durant la invasió russa d'Ucraïna, com a part de la contraofensiva de Khàrkiv de 2022. La batalla va començar el 10 de setembre de 2022 durant la contraofensiva i va acabar tres setmanes més tard el 2 d'octubre. El 30 de setembre, les forces ucraïneses s'havien tancat a la ciutat després de travessar el riu Síverski Donets, avançant al llarg dels flancs sud i est de Liman mentre capturaven terra al nord-oest de l'assentament, permetent a les forces ucraïneses tallar l'única carretera que quedava que subministrava les forces d'ocupació des del nord. L'1 d'octubre, les forces ucraïneses van entrar a Liman després de la retirada russa.

## Antecedents
Un mes després de la invasió russa d'Ucraïna el 24 de febrer de 2022, Rússia va reclamar el control del 93% de l'óblast de Luhansk, deixant Sievierodonetsk i Lissitxansk com a llocs estratègicament importants per a Ucraïna a la zona. Els plans russos per capturar Sievierodonetsk es basaven en els seus èxits a les ciutats properes de Rubijne al nord i Popasna al sud. Pel 6 d'abril, les forces russes havien capturat el 60% de Rubijne, i els projectils i coets estaven aterrant a Sievierodonetsk a "intervals regulars i sostinguts". L'endemà, les forces ucraïneses de la 128a Brigada d'Assalt de Muntanya van dur a terme una ofensiva que suposadament va conduir a les forces russes a 6-10 quilòmetres de distància de l'altra ciutat propera de Kreminnà. Les forces russes van prendre Rubijne i la propera ciutat de Voevodivka el 12 de maig de 2022.
Al sud de Liman, la batalla del Síverski Donets es va produir a mitjan maig de 2022, amb Ucraïna repel·lint múltiples intents russos de travessar el riu. Les forces russes van patir entre 400 i 485 morts i ferits durant els intents.
El 27 de maig, però, el Ministeri de Defensa d'Ucraïna va afirmar que la batalla pel control de la ciutat encara estava en curs, afirmant que les seves forces continuaven mantenint els districtes del sud-oest i nord-est, mentre que altres funcionaris ucraïnesos reconeixien la majoria de Liman, inclòs el centre de la ciutat, estava sota control rus. A més, el Regne Unit també va avaluar que la major part de la ciutat havia estat sota control rus el 27 de maig.

## Batalla
El 3 de setembre, les forces ucraïneses van travessar el riu Síverski Donets i van recuperar Ozerne, el primer poble en aquest costat del riu que va caure en mans ucraïneses des de juny.
El 5 de setembre van entrar al poble de Staryi Karavan, a només 15 quilòmetres de Liman.
Entre la contraofensiva de Khàrkiv de 2022, quan Ucraïna va recuperar Kupiansk i Izium, Ucraïna també va afirmar que havia arribat als afores del sud de Liman el 10 de setembre. El mateix dia, l'equip militar va ser enviat a Lyman i es van lliurar batalles als afores de la ciutat. Igor Girkin va informar que l'exèrcit rus s'havia retirat i que les unitats de les forces de la RPL i la RPD estaven defensant zones boscoses prop de Liman. Les forces ucraïneses s'estaven movent per envoltar Lyman des del sud, est, oest i nord-oest, i més tard cap al nord, mentre que les forces russes van identificar els defensors russos de Liman als destacaments BARS-13 i BARS-16 (aquest últim dels quals es coneix com el destacament "Kuban"), que són formacions de sub-batallament que comprenen reservistes russos de la Reserva de l'Exèrcit de Combat Especial Rus.
El 12 de setembre, les forces ucraïneses van travessar el riu Síverski Donets, i van alliberar la ciutat estratègica de Sviatohirsk, a 3 km a l'est de Bohorodichne.
El 15 de setembre, les forces ucraïneses van recuperar Sosnove a l'óblast de Donetsk i a l'est de Sviatohirsk, forçant a la petita força russa a la següent Studenok, Izium Raion, un assentament a la província de Khàrkiv i a l'est del riu Oskil, a retirar-se per evitar el setge. Utilitzant Sosnove i Studenok com a trampolins.
L'altra direcció estava a l'est i va participar en ferotges batalles a la següent Yarova el 19 de setembre; amb els bloguers militars russos informant de la lluita a Drobysheve el 21 de setembre.
Al nord i avançant cap a Krymky, Oleksandrivka, Yatskivka, Rubtsi, i Korovii Yar, tots dins de l'óblast de Donetsk, i els va recuperar el 22 de setembre,arribant a la frontera administrativa de l'óblast de Donetsk i la província de Khàrkiv, així com l'óblast de Luhansk. Al mateix dia diverses fonts russes van informar de la lluita al nord-oest de Liman i van afirmar que les tropes ucraïneses van penetrar en les defenses russes a Ridkodub i Karpivka, Kramatorsk Raion, a 20 km al nord de Liman.
El 24 de setembre, els bloguers militars russos van informar que les forces ucraïneses havien pres el control de la meitat de Novoselivka, a 10 km al nord-oest de Liman i al costat de Iarova i Drobysheve.
Pel 24-25 de setembre, les forces ucraïneses no només van intentar avançar cap al sud des de la línia Ridkodub-Nove, sinó que també van travessar la frontera administrativa entre Donetsk i Khàrkiv i van avançar cap al nord i van alliberar uns quants assentaments, com Maliivka, Pisky-Radkivski, i alguns altres al sud i sud-est de Borova.
El 27 de setembre, alguns warblog russos van afirmar que els grups de reconeixement i sabotatge ucraïnesos ja travessaven el riu Síverski Donets des de Bilohorivka i els seus voltants, travessaven el bosc i es veien a Torske i Yampil, 14 km al nord-est i 13 km al sud-est de Liman, respectivament.
El 28 de setembre, la 81a Brigada ucraïnesa, juntament amb la Guàrdia Nacional, va alliberar completament Novoselivka i va avançar més al sud i a l'est cap a Liman. Al mateix dia, les forces ucraïneses havien reconquerit Karpivka, Nove, Ridkodub, i Novoselivka a l'óblast de Donetsk, i estaven avançant cap a l'est per alliberar Katerinivka. També es va informar que les forces ucraïneses havien alliberat Zelena Dolyna, a uns 15 km al nord de Liman i directament al sud de Nove, un altre assentament recentment alliberat, i al nord-est de Shandryholove. Les imatges de combat geolocalitzades corroboraren les afirmacions fetes per warblog russos que els ucraïnesos van prendre el control de Zelena Dolyna i van empènyer a l'est per prendre el control de Kolodiazi (11 km al nord-est de Liman).
El 29 de setembre, WarGonzo (nom real Semyon Pegov), un destacat warblogger rus, va informar que les forces ucraïneses van trencar les defenses russes al voltant de Stavky, 10 km al nord de Liman, i van tallar la carretera Torske-Drobysheve que és l'última ruta de subministrament i regress per als elements russos que mantenen la línia oest de Liman. Un altre warblogger rus, Rybar, va assenyalar que les tropes ucraïneses estan atacant a Liman des de tres direccions i han tallat l'accés rus a la carretera crítica Svatove-Lyman, que és la principal línia de comunicació (GLOC) que sosté l'agrupació russa dins del mateix Liman.
El 30 de setembre, fonts russes van indicar que les forces ucraïneses van recuperar Stavky i van tallar la carretera Drobysheve-Torske, fent que Rússia abandonés Drobysheve. El president d'Ucraïna, Zelenski, va parlar del progrés al voltant de Liman en un discurs de vídeo el 30 de setembre. Va agrair a les tropes ucraïneses l'alliberament de Yampil, al sud-est i Drobysheve, al nord-oest de la ciutat.
L'1 d'octubre, les tropes ucraïneses van hissar la bandera ucraïnesa en una entrada a la ciutat de Liman. Inicialment, es va informar que fins a 5.000 soldats russos van quedar atrapats a l'interior. Rússia va confirmar que havia perdut el control de Liman més tard aquella tarda. Segons Serhii Cherevatyi, portaveu de les forces orientals d'Ucraïna, les forces russes van ser envoltades. Va dir que la captura de Liman era important perquè "és el següent pas cap a l'alliberament del Donbas ucraïnès". Els guanys van arribar un dia després que el president rus Putin va proclamar en una cerimònia a Moscou, que les regions ocupades d'Ucraïna, incloent-hi el Donbas, ara eren russes. El general retirat dels Estats Units Ben Hodges va dir "Això posa en llums brillants que la seva afirmació és il·legítima i no pot ser aplicada".
Més tard, l'1 d'octubre, fonts russes van declarar que les seves tropes s'havien retirat de Liman cap a l'est, incloent-hi Kreminnà. Les fonts ucraïneses van coincidir més tard que la major part de la guarnició russa s'havia retirat, encara que algunes tropes havien quedat enrere i van ser aixafades pels ucraïnesos que avançaven. El Ministeri de Defensa del Regne Unit va estimar que les forces russes havien perdut "pesades" durant la seva retirada precipitada per escapar de l'encerclament. Després de la batalla, la intel·ligència britànica va avaluar que les forces russes que defensaven la ciutat eren un grup mixt de reservistes mobilitzats i tropes professionals empobrides. Basant-se en els missatges de les xarxes socials i els anuncis de pèrdues de combat, la BBC va avaluar que la 3a Brigada de la Guàrdia Spetsnaz de 1.600 homes havia patit les seves pitjors baixes fins avui durant els combats a Liman, amb la possibilitat que el 75% de les seves tropes de la companyia de reconeixement es perdessin. Un nombre significatiu de tropes russes que fugien van quedar atrapades en una petita bossa a l'est de la ciutat. Alguns contingents russos també havien perdut contacte amb la seva força principal, i s'havien amagat als boscos propers.
El president d'Ucraïna Volodímir Zelenski confirmà el 2 d'octubre que Liman havia estat "totalment netejat".

## Conseqüències

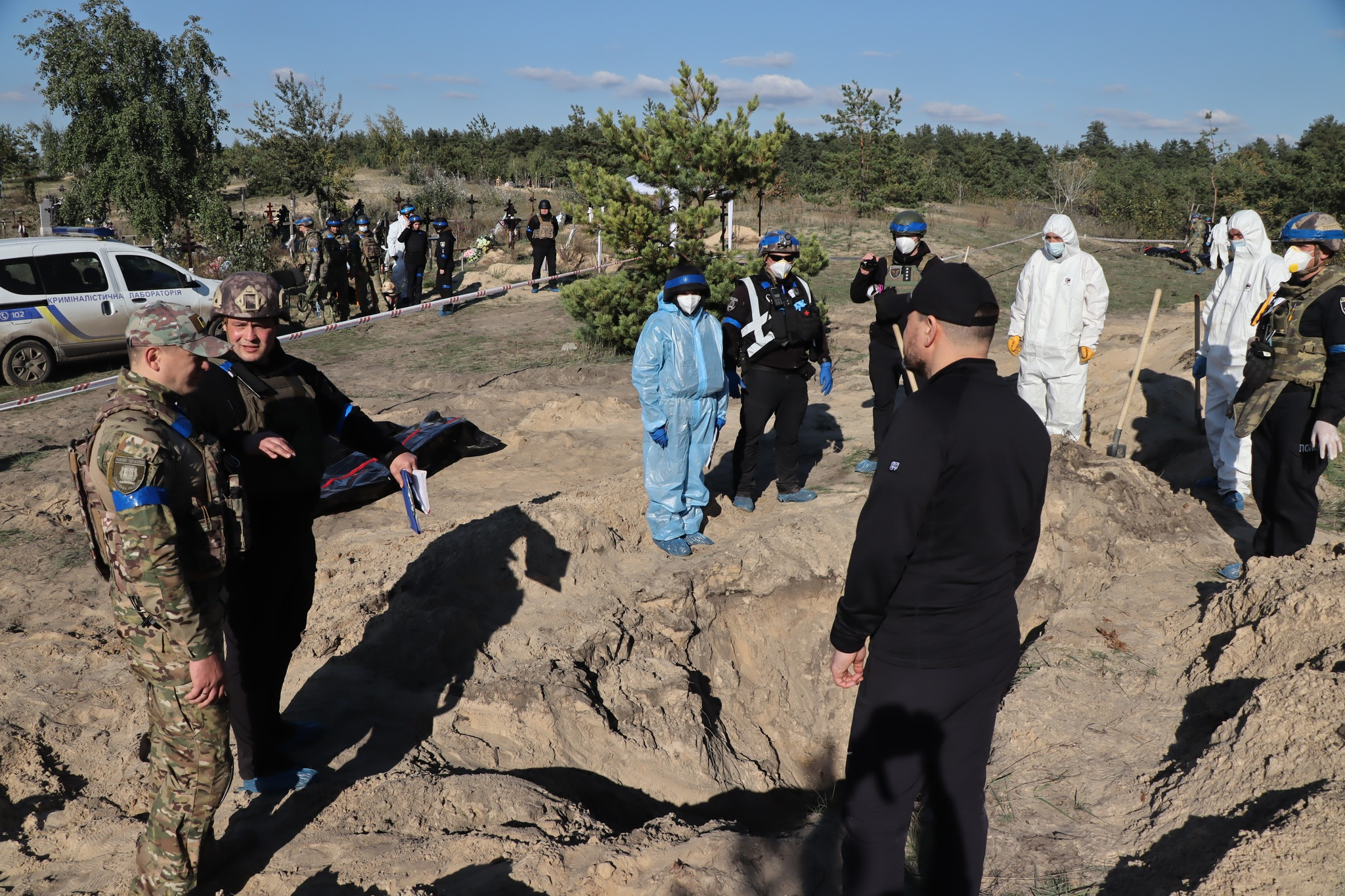
exhumació de cossos en Liman

Ucraïna va recuperar un important centre ferroviari, permetent operacions al nord de l'óblast de Donetsk (al costat esquerre del riu Síverskyi Donets). La recaptura de Liman també, va suposar un cop a la legitimitat de l'annexió russa de les províncies de Donetsk i Luhansk el 30 de setembre de 2022, i va obrir les portes a un possible avanç cap al nord fins a Svàtove i cap a l'est fins a Kreminnà.
El 7 d'octubre de 2022, el governador Pavlo Kyrylenko i Ukrinform van declarar que s'havia trobat una fossa comuna que contenia uns 180 cossos a Liman. El nombre exacte, les identitats (militars o civils) i les causes de mort de la gent encara no es coneixien. El 20 d'octubre, el Departament de Policia de l'óblast de Donetsk va informar que els cossos de 111 civils i 35 soldats van ser trobats en un lloc d'enterrament massiu format per trinxeres, amb algunes tombes sense marcar. En aquell moment, la policia va dir que "58 llocs d'enterrament massiu [havien] estat trobats en els assentaments alliberats de l'óblast de Donetsk", 25 dels quals es trobaven a Liman.